# Andrij Kuzenko
Andrij Wolodymyrowytsch Kuzenko (auch Andrii Kutsenko oder Andriy Kutsenko, ukrainisch Андрій Володимирович Куценко; * 28. Dezember 1989 in Nesterow; † 3. Juli 2024 im Oblast Donezk) war ein ukrainischer Radsportler, der die Kurzzeitdisziplinen auf der Bahn bestritt. Während des russischen Überfalls auf die Ukraine fiel er bei Kämpfen im Juli 2024.

## Biographie

### Sportlicher Werdegang
Andrij Kuzenko begann in der Schule, sich für den Radsport zu interessieren. 2006 wurde er zum ersten Mal für das ukrainische Nationalteam nominiert. Im darauffolgenden Jahr trat er in die Sportfakultät der „Iwan-Boberskij-Universität für Körperkultur“ in Lwiw ein, wo er fünf Jahre lang studierte. Nach seinem Abschluss war er an der Sommersportschule und am Sportstützpunkt des ukrainischen Verteidigungsministeriums angestellt.
Von 2008 bis 2017 vertrat Andrij Kuzenko die Ukraine als Mitglied der Nationalmannschaft bei internationalen Wettbewerben. Er wurde mehrfach ukrainischer Meister auf der Bahn und nahm an Europa- und Weltmeisterschaften teil. Bei den Bahnradsport-Europameisterschaften 2017 in Berlin stellte er zwei nationale Rekorde – im Zeitfahren und mit Wolodymyr Butschynyskyj und Andrij Wynokurow im Teamsprint – auf. Er erhielt den Titel „Sportmeister der Internationalen Klasse“ der Ukraine.

### Krieg und Tod
Zur Zeit des russischen Überfalls auf die Ukraine 2022 lebte Kuzenko mit seiner Familie seit mehreren Jahren in Corciago, einem Ortsteil von Nebbiuno in Oberitalien. Er kehrte in die Ukraine zurück, meldete sich freiwillig bei den ukrainischen Streitkräften und nahm an Kämpfen an verschiedenen Frontabschnitten teil. 2023 organisierte er eine Spendenaktion zum Kauf eines Fahrzeugs für die Armee. Am 3. Juli 2024 wurde er als Mitglied der Brigade „Magura“ getötet. Er hinterließ seine Frau und einen Sohn.
Bis Juli 2024 fanden 462 ukrainische Sportlerinnen und Sportler sowie Trainer und Trainerinnen in diesem Krieg gewaltsam den Tod. Einige von ihnen hatten sich für die Olympischen Spiele in Paris qualifiziert. 2025 wurde die Zahl der getöteten Sportlerinnen und Sportler am 6. April, dem Internationalen Tag des Sports für Entwicklung und Frieden, mit rund 600 Menschen angegeben. Zudem wurden über 700 Sportstätten bei russischen Angriffen zerstört. Auch der Sohn von Kuzenkos Mannschaftskameraden Andrij Wynokurow, Kyrylo, ebenfalls ein Radsportler, fiel im Juli 2025 bei Kämpfen, während der Vater weiterhin als Soldat dient.
Die ukrainischen Straßenmeisterschaften 2025, die in Kuzenkos Heimatstadt Schowkwa stattfanden, wurden der Erinnerung an ihn gewidmet.

## Erfolge
2014
- Ukrainischer Meister – Zeitfahren, Teamsprint (mit Andrij Sach, Andrij Varyanytsya und Wolodymyr Butschynyskyj)

2015
- Ukrainischer Meister – Teamsprint (mit Andrij Sach, Wolodymyr Butschynyskyj und Andrij Wynokurow)

2016
- Ukrainischer Meister – Zeitfahren, Sprint, Teamsprint (mit Wolodymyr Butschynyskyj und Andrij Wynokurow)

2017
- Ukrainischer Meister – Zeitfahren, Sprint, Teamsprint (mit Wolodymyr Butschynyskyj und Andrij Wynokurow)